# Tourville-la-Campagne
Tourville-la-Campagne é uma comuna francesa na região administrativa da Normandia, no departamento de Eure. Estende-se por uma área de 8,3 km². Em 2010 a comuna tinha 1 112 habitantes (densidade: 134 hab./km²).